# Родион Шчедрин
Родион Константинович Шчедрин (на руски: Родион Щедрин, 16 декември 1932, Москва) е руски композитор, пианист и педагог.
Народен артист на СССР (1981), лауреат на Ленинска премия (1984), Държавна премия на СССР (1972) и Държавна премия на Руската федерация (1992).
Автор на 7 опери, 5 балета, 3 симфонии, 14 концерта, многобройни камерни, инструментални, вокални, хорови и програмни музикални произведения, музика към филми и театрални постановки. Съпруг на балерината Мая Плисецкая.

## Творби
- „Не само любов“ – опера – поставена през 1960 г.
- „Конче вихрогонче“ – балет – поставен през 1960 г.
- „Бюрократиада“ – кантата – 1963 г.
- „Закачливи частушки“ – концерт за оркестър – 1963 г.

## За него
- Комиссинский В. О драматургических принципах творчества Р. Щедрина. М.: „Советский композитор“, 1978, 192 с.
- Тараканов М. Е. Творчество Родиона Щедрина. М.: „Советский композитор“, 1980, 328 с.
- Паисов Ю. Хор в творчестве Родиона Щедрина: Исследование. М.: „Советский композитор“, 1992, 240 с., ил.
- Холопова В. Н. Путь по центру. Композитор Родион Щедрин. М.: „Композитор“, 2000, 310 с., ил.
- Прохорова И. Родион Щедрин. Начало пути. М., 1989.
- Родион Щедрин. Материалы к творческой биографии. Ред.-сост. Е. С. Власова. М.: Композитор, 2007, 488 с.
- Родион Константинович Щедрин. Жизнь и творчество. Альбом фортепианных переложений с комментариями и иллюстрациями. Составитель Е. С. Власова. MPI. Челябинск, 2006, 140 с.
- Синельникова О. В. Принцип монтажа в инструментальной музыке Родиона Щедрина. Кемерово: Кемеровский гос. ун-т культуры и искусств, 2007, 291 с., ил.
- Синельникова О. В. Родион Щедрин: константы и метаморфозы стиля. Кемерово: Кемеровский гос. ун-т культуры и искусств, 2013, 314 с., ил.
- Синельникова О. В. Творчество Родиона Щедрина в художественном контексте эпохи: константы и метаморфозы стиля. Дис. на соискание степени доктора искусствоведения. Москва, 2013.
- Лихачёва И. Музыкальный театр Родиона Щедрина. М., 1977.
- Gerlach H. Zum Schaffen von Rodion Schtschedrin. Berlin, 1982.
- Михайлова Е. Н. Многослойность художественного пространства балетного театра Р. Щедрина. Дис. на соискание ученой степени кандидата искусствоведения. Саратов, 2009.
- Аверьянова О. И. Русская музыка второй половины ХХ века: Родион Щедрин, Эдисон Денисов, Альфред Шнитке. Биографии. М., 2004.